# Movimiento Independiente Alessandrista
El Movimiento Independiente Alessandrista (MIA) fue una agrupación política chilena creada en 1969 y que reunía a independientes y miembros de partidos políticos afines a la candidatura presidencial del ingeniero Jorge Alessandri en la elección presidencial de 1970. Su sede de campaña se encontraba en San Martín 366, Santiago, teniendo otra sede también en Catedral 1674.
El movimiento fue encargado de elaborar gran parte del programa de gobierno para la campaña de Alessandri, lo cual desembocó en la redacción del documento denominado "La Nueva República", publicado el 10 de julio de 1970.

## Composición
Entre los movimientos que formaban parte del MIA estaban:
- Legión Alessandrista, compuesta por liberales y conservadores que no pasaron a formar parte del Partido Nacional (PN) luego de la fusión de ambos partidos en 1966. Entre sus integrantes estaban Armando Jaramillo Lyon, Gregorio Amunátegui Jordán, Francisco Iturriaga y Enrique Prieto Urzúa.[8]
- Movimiento Alessandrista Democrático (MAD), fundado en 1965 y liderado por Luciano Morgado, y del cual también formaron parte Enrique Ortúzar, Gisela Silva Encina y Ernesto Pinto Lagarrigue.[9]
- Junta Ofensiva Nacionalista, compuesta por sectores de la juventud del PN dirigidos por Guido Poli Garaycochea.[8]
- Movimiento Recuperacionista Radical, que agrupaba a radicales disidentes liderados por el exsenador Ángel Faivovich.
- Grupo Tizona, encabezado por Juan Antonio Widow.[8]

Algunos de sus integrantes fueron Juan Eduardo Hurtado, Jaime Guzmán, Edmundo Novoa, Eduardo Boetsch García-Huidobro y Enrique Ortúzar. Este último fue uno de sus principales organizadores.
Tras el resultado de la elección, el MIA fue una de las agrupaciones que llamó el 6 de septiembre a una negociación con el Partido Demócrata Cristiano para impedir la elección de Salvador Allende en el Congreso Pleno.